# Chlorion migiurtinicum
Chlorion migiurtinicum là một loài côn trùng cánh màng trong họ Sphecidae, thuộc chi Chlorion. Loài này được Giordani Soika miêu tả khoa học đầu tiên năm 1941.